# 이브리디오수쿠스

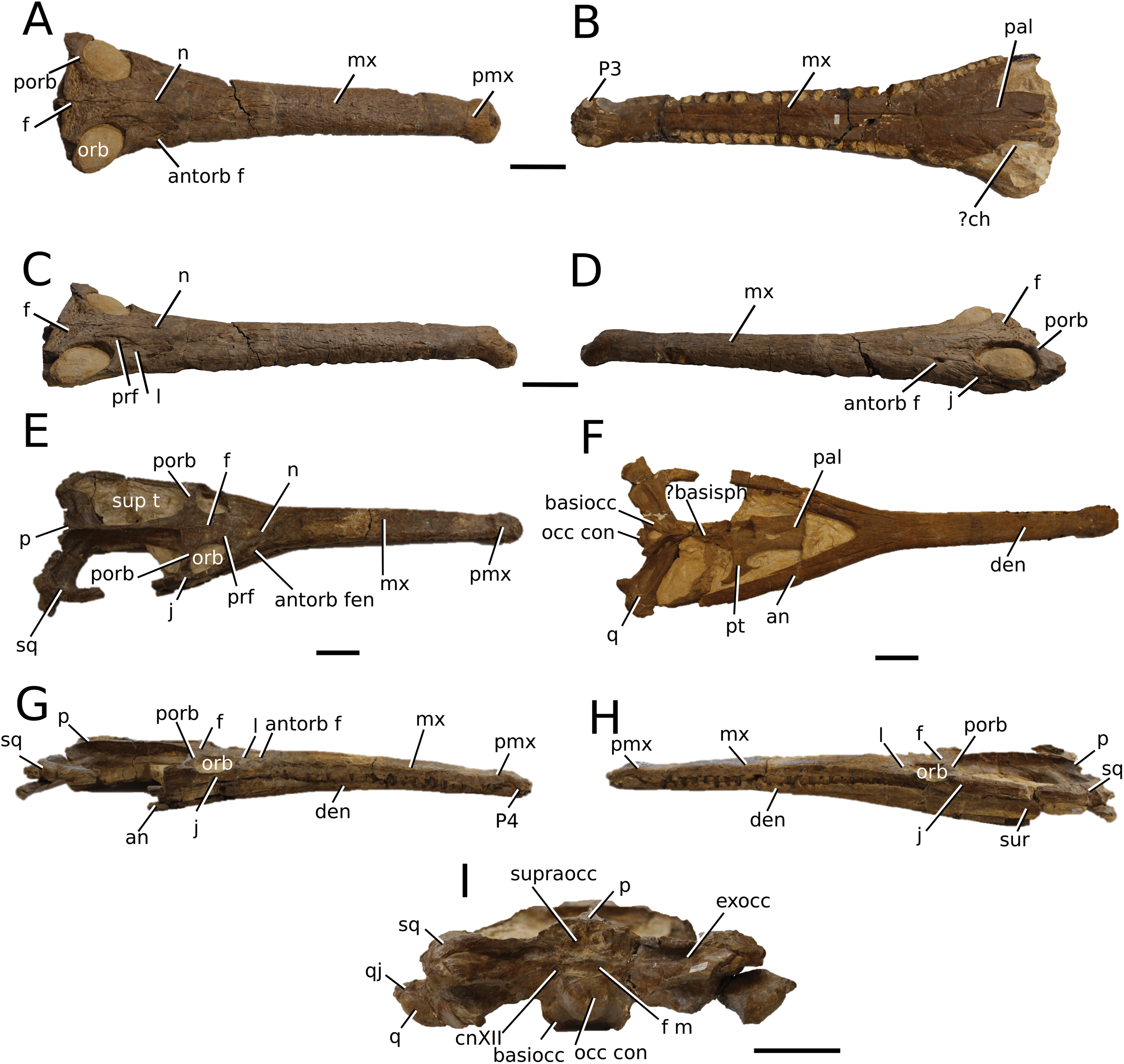

이브리디오수쿠스(학명:Yuridiosuchus boutilieri)는 악어목 텔레오사우루스과에 속하는 악어이다. 지금은 멸종된 악어로 몸길이가 4~6m인 거대한 악어에 속한다.

## 특징
이브리디오수쿠스는 바다의 생활에 적응하여 바다에서 살아갔던 악어 중에 하나이다. 바다에서 살아갔던 악어였던만큼 바다에 있는 염분을 조절하는 몸의 기능이 매우 잘 발달이 되어 있었다. 또한 매우 길게 늘어진 주둥이를 가지고 있으며 눈이 윗쪽으로 더욱 올라와 있는 특징을 가지고 있다. 현생의 돌고래, 고래처럼 바다에서 자신의 어린 개체를 직접 출산하였는지 아니면 현생의 바다거북처럼 해변으로 올라와 알을 직접 산란하였는지에 대해서는 정확하게 알려진 것이 없다. 양턱에는 날카로운 톱니 모양의 이빨들이 20~25개로 줄지어서 나 있으며 이를 통하여 먹이를 사냥했을 것으로 추정된다. 분류학적으로 따지면 이브리디오쿠스는 쥐라기의 (바토니안에 해당된다.) Cornbrash 형성 영국과 Sommet 드 라 그란데 Oolithe, 칼바도스, 프랑스에서 Yvridiosuchus(의미"악어 하이브리드를 뜻한다") 멸종된 바다악어의 속이다. 유형 및 알려진 종은 Yboutilieri. Machimosaurini, 강력한 턱과 이빨을 가진 큰 바다악어로 포식 machimosaurids의 clade의 Yvridiosuchus은 가장 오래된 것으로 알려진 종이다. 이브리디오쿠스는 전제 하에서 둘 다 이전 machimosaurids과 원추형의 무딘 이 같은 파생 machimosaurins의 특성을 가지고 있기로 선정하였다. 그것은 더 하는 machimosaurid Deslongchampsina와 공존하였다. 먹이로는 당대에 서식했던 물고기, 갑각류, 작은 어룡을 주로 잡아먹었을 육식성의 포식자로 추청되는 종이다.

## 생존시기와 서식지와 화석의 발견
이브리디오쿠스가 생존하던 시기는 중생대의 쥐라기 초기로서 지금으로부터 2억년전~1억 8천만년전에 생존했던 종이다. 생존했던 시기에는 유럽을 중심으로 하는 북동부 대서양과 지중해에서 주로 서식했던 바다악어이다. 화석의 발견은 1868년에 유럽의 쥐라기에 형성된 지층에서 유럽의 고생물학자들에 의해 처음으로 발견이 되어 새롭게 명명된 종이며 화석이 발견된 국가로는 영국과 프랑스가 된다.

## 같이 보기
- 악어
- 중생대
- 쥐라기
- 파충류
- 화석